# Christen Press
Christen Press, född 29 december 1988 i Los Angeles, Kalifornien, är en amerikansk fotbollsspelare. Hon spelar för Angel City och USA:s damlandslag i fotboll. Hon har gjort 148 landskamper för USA:s damlands lag och har gjort 63 mål.
År 2019 grundade hon ett könsneutralt livsstilsvarumärke, re-inc, med Megan Rapinoe, Tobin Heath och Meghan Klingenberg.

## Biografi
Christen föddes till föräldrarna Cody och Stacy Press och växte upp i förorten Palos Verdes Estates tillsammans med sina två systrar. Båda hennes föräldrar spelade olika sporter: Cody var en amerikansk fotbollsspelare i Dartmouth och Stacy var en tennisspelare.

## Karriär
Press började spela fotboll i Slammers FC, och spelade för Chadwick Dolphins i High-School. Hon spelade sedan för Stanford Universitys lag Cardinal där hon slog skolrekorden för flest poäng (183), mål (71), assists (41) och skott (500) samt vann Hermann Trophy, som tilldelas den bästa spelaren på collegenivå.
2009 var Press med och vann den amerikanska andraligan för damer, W-League, med klubben Pali Blues. 2010 blev hon draftad av Washington Freedom, vilka bytte namn till magicJack. Press vann pris som årets Rookie, och blev femma i skytteligan. När den amerikanska proffsligan WPS lade ner bytte Press klubb till Kopparbergs/Göteborg FC i Damallsvenskan där hon vann svenska cupen och blev tvåa i skytteligan. Året därefter spelade Press för Tyresö FF och vann då skytteligan i Damallsvenskan. Sedan januari 2014 har Press spelat för Chicago Red Stars i National Women's Soccer League.
Christen Press gjorde sin första seniorlandslagsmatch mot Skottland den 9 februari 2013, då hon blev den tredje kvinnan att göra två mål i sin debut för det amerikanska landslaget. Hon spelade totalt 12 landslagsmatcher och gjorde 8 mål under 2013. Under 2014 spelade Press 23 landslagsmatcher och gjorde 11 mål, inklusive fyra mål under en och samma match mot Argentina i turneringen Torneio Internacional de Brasília de Futebol Feminino i Brasilien. Hon har under 2015 spelat i alla matcher och gjorde mål i finalen i Algarve Cup 2015 som USA vann.

### Manchester United (2020–2021)
Den 9 september 2020 meddelade Manchester United att de hade undertecknat Press tillsammans med sin landslagskollega Tobin Heath till ettåriga kontrakt. Hon debuterade den 4 oktober som ersättare i 77:e minuten i en 3–0-seger över Brighton & Hove Albion. Hon gjorde sitt första mål för klubben den 18 oktober 2020 i en 4–2-seger över West Ham United. Den 24 juni meddelade klubben att Press skulle lämna när kontraktet löpte ut i slutet av månaden.

### Angel City FC (2021–)
Den 23 augusti 2021 bytte Racing Louisville ut spelrättigheterna för Press till Angel City FC. Hon skrev på ett tvåårskontrakt med ett valfritt tredje år, enligt uppgift värt totalt $700 000.